# Tribunal Distrital dos Estados Unidos do Distrito Sul da Flórida
O Tribunal Distrital dos Estados Unidos do Distrito Sul da Flórida (em citações de casos, S.D. Fla. Ou S.D. Fl.) é o tribunal distrital federal estadunidense dos com jurisdição territorial sobre a parte sul do estado da Flórida.
Os recursos de casos apresentados no Distrito Sul da Flórida são para o Tribunal de Apelações dos Estados Unidos do Décimo Primeiro Circuito (exceto para reivindicações de patentes e ações contra o governo dos EUA sob a Lei Tucker, que são apeladas para o Circuito Federal).

## História
No mesmo dia em que a Flórida foi admitida como estado, em 3 de março de 1845, o Congresso promulgou uma lei que cria o Tribunal Distrital dos Estados Unidos do Distrito da Flórida, 5 Stat. 788. Em 23 de fevereiro de 1847, este distrito foi subdividido em distritos norte e sul, por 9 Stat. 131. O estatuto que efetua esta divisão estabelece os limites dos Distritos:
[A] parte do estado da Flórida, localizada ao sul de uma linha traçada para leste e oeste do ponto norte de Charlotte Harbor, incluindo ilhas, recifes, portos, baías e enseadas, ao sul dessa linha, deverá ser erguido em um novo distrito judicial, a ser chamado de Distrito Sul da Flórida; um Tribunal Distrital será realizado no referido Distrito Sul, composto por um juiz, que residirá em Key West, no referido distrito.
Em 30 de julho de 1962, o Distrito Central foi criado a partir de partes desses distritos por 76 Stat. 247.
Esse distrito federal tem a distinção dúbia de ter mais juízes removidos por impeachment do que qualquer outro distrito, com um total de dois, um terço de todos os juízes do distrito federal assim removidos.
Casos famosos que foram ouvidos no distrito incluem Bush v. Gore, Estados Unidos v. Noriega (a acusação do ex-líder militar panamenho Manuel Noriega), González v. Reno (o caso Elián González), o famoso esquema Ponzi Scott Rothstein e Estados Unidos v. José Padilla (a acusação de José Padilla).

## Jurisdição
A jurisdição do tribunal compreende os nove condados de Broward, Highlands, Indian River, Martin, Miami-Dade, Monroe, Okeechobee, Palm Beach e St. Lucie. O distrito inclui a Região Metropolitana do Sul da Flórida, em Miami, Fort Lauderdale e West Palm Beach. Compreende 15 197 milha quadradas (39 000 km2) e aproximadamente 6,3 milhões de habitantes. Os tribunais, correspondentes às cinco divisões do distrito, estão localizados em Fort Lauderdale, Fort Pierce, Key West, Miami e West Palm Beach. As instalações do tribunal estão localizadas em Miami.

## Advogado e Marechal dos Estados Unidos
O advogado dos Estados Unidos do Distrito Sul da Flórida representa os Estados Unidos em processos civis e criminais no tribunal. O atual advogado dos Estados Unidos no distrito é Ariana Fajardo Orshan.
Em 28 de agosto de 2018, Gadyaces S. Serralta foi confirmado pelo Senado dos Estados Unidos como o Marechal dos Estados Unidos.

## Vagas e nomeações pendentes
| Assento | Posto de serviço do juiz anterior | Último lugar ocupado por | Status da vaga | Data da vaga        | Nomeado       | Data da nomeação   |
| ------- | --------------------------------- | ------------------------ | -------------- | ------------------- | ------------- | ------------------ |
| 23      | West Palm Beach                   | Kenneth Marra            | Status sênior  | 1 de agosto de 2017 | Aileen Cannon | 21 de maio de 2020 |
| 18      | Miami                             | Federico A. Moreno       | Status sênior  | TBD                 | –             | –                  |